# Pavia de jardí

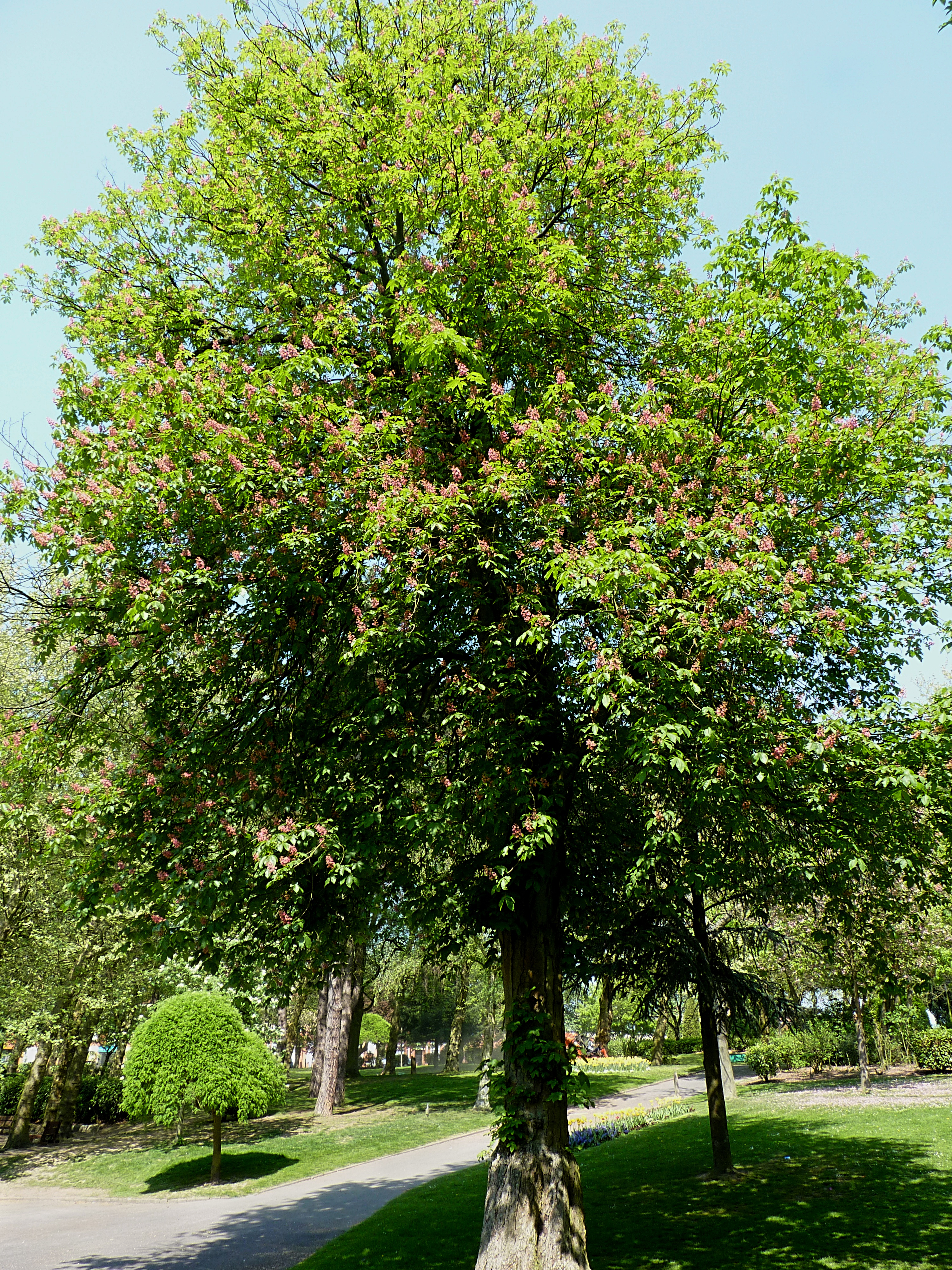
Vista de l'arbre

La pavia o pavia de jardí (Aesculus ×carnea), és un híbrid fèrtil comercial entre les espècies Aesculus hippocastanum, el castanyer bord, i Aesculus pavia, la pavia.

## Descripció
És una planta ornamental de flors rosades vermelloses, particularment sensibles a l'entollament. És molt més petita que el castanyer d'Índia comú] (A. hippocastanum).
Les fulles són compostes i palmades i amb sis o set folíols, normalment retorçats; més fosques, més rugoses i més petites que A. hippocastanum i presenten els marges dentats.
Les flors són de color vermell i es troben agrupades en panícules de 12 a 20 cm de longitud. Moltes de les llavors són estèrils. Pot arribar a fer una alçada de fins a 26 metres i té una escorça de color verd-gris fosc amb fissures rosades que es tornen roges amb el temps. Presenta unes gemmes resinoses cap a la primavera. La floració és entre l'Abril i el Maig. Els fruits són càpsules llises o una mica espinoses d'un color verd amarronat i contenen de dos a tres llavors.

## Distribució i hàbitat
Aquest arbre caduc no tolera els sòls calcaris i necessita humitat tant al substrat com a l'ambient.
És bastant susceptible a malalties criptogàmiques i al virus "Strawberry latent ring spot" que és contagiat pel nematode Xyphinema diversicaudatum per inoculació mecànica.